# Virginia Gregg
Virginia Gregg (Harrisburg, Illinois, 6 de marzo de 1916 - Encino, California, 15 de septiembre de 1986) fue una actriz estadounidense, quien prestó su voz para las películas Psicosis (1960), Psicosis II (1983) y Psicosis III (1986).

## Televisión
En el año de 1965, participó en el capítulo A.P.B. (All Points Bulletin) de la serie El fugitivo en el papel de Mrs. Ross, sirvienta que llegaba a la casa a hacer la limpieza y en donde encontraba muerta a su patrona por dos convictos que habían estado en ese lugar.

## Trivia
- Realizó la voz de Norma Bates en todas las sagas de Psicosis, incluyendo la última de ellas, en la que participó el mismo año de su fallecimiento.
- Fue una de las actrices de radio en el negocio. Realizó apariciones regulares en programas radiofónicos como Dragnet, Nightbeat, El Llanero Solitario y muchos más. Era la mujer de radio equivalente a William Conrad, Ben Wright y Elliott Lewis.
- Hizo un breve paso por el mundo de las caricaturas, prestando su voz para un personaje en los estudios de Hanna-Barbera. Realizó la voz en inglés del personaje de Tara (la esposa de Zandor) en la serie Los Herculoides, durante los años 1967-1969. Posteriormente, fue nuevamente requerida por dicha productora, para volver a encarnar con su voz al personaje de Tara en los nuevos episodios de la serie, realizados en el año 1981.
- Falleció de cáncer de pulmón en el año 1986,[4] a los 70 años. Fue sobrevivida por sus tres hijos: Gregg, Jaime, y Ricardo del Valle.

## Filmografía

### Cine
- Psicosis III (1986)
- Psicosis II (1983)
- Heidi's Song (1982)
- S.O.B. (1981)
- No Way Back (1976)
- Airport 1975 (1974)
- Heaven with a Gun (1969)
- Madigan (1968)
- The Bubble (1966)
- A Big Hand for the Little Lady (1966)
- Joy in the Morning (1965)
- Two on a Guillotine (1965)
- The Kiss of the Vampire (1963)
- Spencer's Mountain (1963)
- Shoot Out at Big Sag (1962)
- House of Women (1962)
- All the Fine Young Cannibals (1960)
- Psicosis (1960) (voz)
- Operation Petticoat (1959)
- Hound-Dog Man (1959)
- The Hanging Tree (1959)
- Torpedo Run (1958)
- Twilight for the Gods (1958)
- The D.I. (1957)
- The Fastest Gun Alive (1956)
- Crime in the Streets (1956)
- Terror at Midnight (1956)
- I'll Cry Tomorrow (1955)
- Love Is a Many-Splendored Thing (1955)
- Dragnet (1954)
- Flesh and Fury (1952)
- The Gay Intruders (1948)
- The Amazing Mr. X (1948)
- Casbah (1948)
- Gentleman's Agreement (1947)
- Body and Soul (1947)
- Notorious (1946)